# Martin Horn (Schauspieler)
Martin Horn (* 1962 in Lippstadt) ist ein deutscher Schauspieler.

## Leben
Martin Horn studierte von 1984 bis 1987 Schauspiel an der Folkwang-Hochschule in Essen. Nach ersten Engagements am Düsseldorfer Schauspielhaus und am Theater der Stadt Bremen ging er über Basel (1990) mit Frank Baumbauer an das Deutsche Schauspielhaus in Hamburg (1993 bis 1997). In dieser Zeit arbeitete Martin Horn mit Regisseuren wie Jossi Wieler, Christoph Marthaler, Christof Nel, Andreas Kriegenburg, Anselm Weber, Martin Kušej und Werner Schroeter zusammen.
Ab 1997 spielte Martin Horn unter anderem an der Volksbühne am Rosa-Luxemburg-Platz in Berlin und am Schauspielhaus Zürich. Als Künstlerischer Leiter der Theater-Etage (Schloss Overhagen) in Lippstadt (1989 bis 1996) inszenierte er immer wieder selbst, genauso wie in der Werkstatt Düsseldorf, am
Zimmertheater Tübingen, an den Städtischen Bühnen in Freiburg, an der Oper in Frankfurt und im Rahmen der Documenta X. Martin Horn wirkte als Schauspieler in zahlreichen Film- und Fernsehproduktionen mit (unter anderem Das Wunder von Bern, Polizeiruf 110).
Zurzeit (2021) ist er Ensemblemitglied am Schauspielhaus Bochum.

## Filmografie (Auswahl)
- 1996: Polizeiruf 110: Kleine Dealer, große Träume – Regie: Urs Odermatt
- 1996: Zerrissene Herzen – Regie: Urs Odermatt
- 2000: Adelheid und ihre Mörder – Manege frei für Mord
- 2003: Das Wunder von Bern – Regie: Sönke Wortmann
- 2003: Mendy – das Wusical – Regie: Helge Schneider
- 2003: Der Bulle von Tölz: Strahlende Schönheit
- 2004: Stauffenberg – Regie: Jo Baier
- 2004: Der Stich des Skorpion
- 2008: Buddenbrooks – Regie: Heinrich Breloer
- 2009: Unter Bauern – Retter in der Nacht – Regie: Ludi Boeken
- 2009: Maria, ihm schmeckt’s nicht!
- 2010: Tatort: Spargelzeit – Regie: Manfred Stelzer
- 2011: Der letzte schöne Tag – Regie: Johannes Fabrick
- 2013: Tatort: Puppenspieler – Regie: Florian Baxmeyer
- 2015, 2022: SOKO Köln (Fernsehserie, Folgen Weiterbildung Mord, Der schöne Richard)
- 2016: Wellness für Paare
- 2017: Zarah – Wilde Jahre (Fernsehserie)
- 2017, 2024: SOKO Leipzig (Fernsehserie, Folgen Frankenstein, Fürchte dich nicht)
- 2018: Carneval – Der Clown bringt den Tod
- 2020: Verunsichert – Alles Gute für die Zukunft
- 2021: Unbroken
- 2022: Deutsches Haus, Regie: Isa Prahl, Randa Chahoud Disney+
- 2023: Tatort: Du bleibst hier (Fernsehreihe)
- 2023: Strafe – Ein hellblauer Tag (Fernsehreihe)
- 2023: Bis ans Ende der Nacht
- 2024: Der Wald in mir